# Portal Stories: Mel
Portal Stories: Mel — однокористувацька модифікація відеогри Portal 2, створена невеликою командою фанатів, які називають себе Prism Studios. Модифікація видана 25 червня 2015 року і поширюється безкоштовно серед власників Portal 2 в сервісі Steam.

## Ігровий процес
Про ігровий процес оригінальної гри див. Ігровий процес Portal 2.
Ігровий процес в порівнянні з Portal 2 практично не змінився: розробники моду не впроваджували істотних змін в механіку гри, а лише комбінували вже присутні механіки. Гравець розв'язує головоломки з допомогою прототипу портальної гармати, яка дозволяє пов'язувати дві поверхні двостороннім порталом, і різних об'єктів, які знаходяться в головоломці. Практично всі об'єкти перейшли з гри Portal 2 без змін; був доданий лише один принципово новий об'єкт: вода, з допомогою якої можна гасити вогонь. Всього гра складається з 22 головоломок, проходження яких займає в середньому від 6 до 10 годин ігрового часу.

## Сюжет

Зовнішність головної героїні Мел, яку видно крізь портали

Дія моду починається в 1952 році. Головна героїня гри — Мел, олімпійська чемпіонка — прибуває в невелике безіменне містечко в штаті Мічиган, в якому знаходиться штаб-квартира корпорації Aperture Science. Поки Мел добирається до офісів, до неї, з допомогою раніше записаних повідомлень, звертається глава Aperture Science Кейв Джонсон і пропонує взяти участь в тесті камери короткочасного відпочинку Aperture Science (англ. Aperture Science Short Term Relaxation Vault). Мел добирається до камери, залізає в неї та засинає.
Але тест проходить невдало, і замість декількох хвилин Мел проводить у сні декілька десятків років. Прокинувшись, вона бачить, що комплекс Aperture Science перетворився в руїни. До неї звертається імітуючи Кейва Джонсона голос, який переконує її в тому, що нічого страшного не сталося і зараз все ще 1952 рік. Під керівництвом голосу вона знаходить прототип портальної гармати та починає проходити випробування. Згодом голос представляється Вірджилом (англ. Virgil), модулем особистості, який зійшов з рейок і застряг на звалищі. Вірджил вибачається за неправду і пропонує угоду: Мел врятує Вірджила, а той, у свою чергу, допоможе їй залишити комплекс. Він також пояснює, що руйнування комплексу викликані збоями в системах керування — внаслідок знищення GLaDOS (див. сюжет Portal).
Після того як Мел досягає Вірджила, звучить голос комп'ютеризованої Системи Вторгнень і Охорони Робітників Aperture (СВОРА, англ. Aperture Employee Guardian and Intrusion System, AEGIS). Вона помічає «три незареєстровані форми життя»: одну органічну і дві механічні. СВОРА намагається їх знищити, попутно затоплюючи комплекс. Намагаючись сховатись Мел і Вірджил добираються до старого зарослого рослинами тестового маршруту і по ньому доходять до серверів СВОРА. Після сутички Мел потрапляє в кімнату управління. Перед тем як вимкнути СВОРА, вона дізнається, що другою механічною ціллю, за якою полювала охоронна система, була GLaDOS, а Мел, відповідно, своїми діями завадила її знищенню. Мел вимикає СВОРА, кладе портальну гармату в піч і виходить на поверхню.
У фінальній сцені показується, як СВОРА, перед тим як завершити свою роботу, пробуджує Челл і тим самим ініціює події Portal 2.

## Розробка і випуск
Portal Stories: Mel розроблялась протягом чотирьох років невеликою незалежною командою фанатів під назвою Prism Studios. Розробка модифікації почалась в 2011 році, тоді ж був опублікований перший анонс трилогії модифікації Portal Stories, з якої першою модифікацією стала історія про Мел, названа, відповідно, Portal Stories: Mel. Спочатку випуск модифікації планувався на початок 2012 року. Після декількох затримок, 21 березня 2013 року, було оголошено, що розробники перероблюють вже створені рівні та при цьому роблять ставку на якість. Додатково було оголошено про деякі зміни в команді. В серпні 2013 року був анонсований запуск першої стадії закритого бета-тестування. За результатами тестування декілька карт були перероблені й оновлені для того, щоб відповідати бажаному рівню якості. Крім того, до команди приєднався художник і дизайнер рівнів.
Головна героїня гри — Мел — була створена Valve Corporation під час розробки Portal 2. Спочатку планувалось, що саме вона, а не Челл, стане протагоністом гри. Після того як було вирішено повернути в гру Челл, розробники збирались додати Мел в кооперативний режим. Однак в підсумку головними героями кооперативного режиму стали роботи Атлас і Пі-боді, а створена модель Мел так і залишилась невикористаною.
26 липня 2014 року модифікація була додана в сервіс Steam Greenlight. Вихід Portal Stories: Mel відбувся 25 червня 2015 року.
У відповідь на скарги про складність моду, розробники оголосили, що вони працюють над опціональним «Сюжетним режимом» (англ. Story Mode) з пониженим рівнем складності головоломок. Цей режим був випущений 31 серпня 2015 року.

## Нагороди і критика
Багатьма критиками відмічається масштабність і філігранність модифікації, що дозволяє назвати її повноцінною грою.
Олекса Мельник на сайті інтернет-порталу PlayUA зауважує, що Portal Stories: Mel — це «приклад хорошої і відповідальної модифікації, що виявилася майже рівною оригінальній грі» й оцінює гру на 84 бали зі 100. Серед переваг гри він називає тривалість і складність, які не поступаються Portal 2, також чудово збережені чорний гумор та «дух науки і шаленого прагнення до пізнання», а до недоліків відносить фінальний ролик, який «нагадує, що це не аддон від Valve, а фанатська робота».
Міхаель Томсен із The Washington Post відмітив надзвичайну складність гри, підкреслюючи різницю між Portal 2, в якій кожна головоломка навчала чомусь новому, «створюючи ефект дослідження» аж до кінця гри, і Portal Stories: Mel, де за дуже коротким вступом зразу йдуть важкі головоломки. Крістофер Лівінгстон, редактор журналу PC Gamer, описую хорошу акторську роботу в озвученні гри, але відмічає недоречність і вимученість гумору.
Модифікація Portal Stories: Mel виграла в номінації «Кращий витвір фанатів» (англ. Best Fan Creation) на церемонії The Game Awards 2015. Модифікація також отримала нагороду «Вибір редакції 2015» в номінації «Краща однокористувацька гра» (англ. Best Singleplayer) на сайті Mod DB.

## Portal Stories: VR
В березні 2016 року Prism Studios анонсували проект під назвою Portal Stories: VR — безкоштовну гру на базі Portal Stories: Mel для віртуальної реальності на движку Unreal Engine 4. Спочатку розробники планували випустити самостійну гру, однак, щоб уникнути конфліктів з Valve при використанні назви Portal, вона стала позиціюватися як модифікація Portal 2 і почала вимагати наявність її придбаної копії в бібліотеці Steam для запуску. Вихід гри спочатку планувався на 1 квітня 2016 року, але неодноразово переносився, і врешті-решт гра вийшла 18 травня 2016 року. Гра містить 10 нових головоломок, а також нову музику, озвучування й ефекти. Для гри треба шолом віртуальної реальності HTC Vive.
Portal Stories: VR — перша гра у всесвіті Portal для віртуальної реальності.

## Українська локалізація
6 грудня 2017 року до гри було додано офіційну українську текстову локалізацію. Переклад підготували учасники STS UA: Rayfulrand та SHooZ.